# Pravoslavleria
Pravoslavlevia es un género extinto perteneciente al suborden Gorgonopsia. Vivió durante el Pérmico tardío y es parte del subcomplejo de Sokolki, en Rusia. Su cráneo medía unos 22 centímetros de longitud. La longitud total de estos animales rondaba los 1,4 metros. Tan sólo se conoce una especie: Pravoslavlevia parva. Esta especie fue descrita por primera vez como Inostrancevia? parva por Pravoslavelv en 1927, renombrado más tarde con la denominación actual por Vjushkov en 1953, al mismo tiempo que el género. Pravoslavlevia fue situado dentro de la familia Gorgonopsia por Carroll en 1988.